# Félicité Hullin-Sor
Pour les articles homonymes, voir Sor.
Félicité-Virginie Hullin-Sor (née Félicité-Virginie Vichard le 30 novembre 1803 à Paris, où elle est morte le 18 juillet 1874) est une danseuse française, chorégraphe de ballet russe,.

## Biographie
Son père Jean-Baptiste Hullin (de son vrai nom Jean-Baptiste Vichard) était un danseur français, élève de Noverre.
Félicité Hullin a d'abord été élève de son père, puis de Jean-François Coulon. Elle débute à l’Opéra de Paris en 1812. Elle est invitée à Londres en 1816 et devient l’épouse du guitariste et compositeur, Fernando Sor. C’est alors un ménage célèbre : le mari est musicien, la femme est une célèbre danseuse.
Lorsqu'elle reçoit une invitation pour aller travailler à Moscou, son mari accepte le voyage et le ménage Sor arrive à Moscou en 1823, en même temps que le danseur Joseph Richard (son frère, père de Zina Mérante). Trois ans plus tard, le couple se sépare. Fernando Sor quitte Moscou et retourne à Paris. Félicité Hullin-Sor reste en Russie et devient plus tard sujette russe, devenant la première femme chorégraphe de Russie. Elle a une grande influence sur le développement du ballet russe et apporte la tradition européenne au ballet de Moscou.
Félicité Hullin-Sor termine sa carrière en 1835. Elle se consacre ensuite à l'enseignement, notamment à l'institut Catherine, puis elle se remarie en 1839 avec le professeur Hertel.
Parmi ses ballets du théâtre Bolchoï, on distingue :
- 1824 : Cendrillon Fernando Sor, d'après Albert (avec I. Lobanov)
- 1829 : Amour et Psyché (Амур и Психея) d'après Pierre Gardel (avec I. Lobanov)
- 1832 : Paul et Virginie (Поль и Виргиния) d'après Jean-Pierre Aumer
  - Le Carnaval de Venise d'après Louis Milon
  - Hercule et Omphale (Геркулес и Омфала)
- 1834 : La Somnambule ou l'Arrivée d'un nouveau seigneur (Женщина-лунатик, или Сомнамбула), sur une musique de Ferdinand Hérold
  - Забавы султана, или Продавец невольников, sur une musique d’Alexandre Varlamov
- 24 janvier 1835 : Les Noces de Gamache, sur une musique de François-Charlemagne Lefebvre, d'après Louis Milon
- 15 avril 1836 : Fenella (Фенелла), ballet original en 4 actes, sur une musique de l'opéra La Muette de Portici de Daniel-François-Esprit Auber
- 6 septembre 1837 : La Sylphide (Сильфида), sur une musique de Jean Schneitzhoeffer, d'après Filippo Taglioni
- 1838 : Le Petit Poucet (Хитрый мальчик и людоед, или Мальчик-с-пальчик), sur une musique d'А. Gourianov et Alexandre Varlamov
- 1839 : Rosalba (Розальба)